# Markus Rooth
Markus Rooth (Oslo, 22 de diciembre de 2001) es un deportista noruego que compite en atletismo. Participó en los Juegos Olímpicos de París 2024, obteniendo una medalla de oro en la prueba de decatlón.

## Palmarés internacional
| Juegos Olímpicos | Juegos Olímpicos | Juegos Olímpicos | Juegos Olímpicos |
| Año              | Lugar            | Medalla          | Prueba           |
| ---------------- | ---------------- | ---------------- | ---------------- |
| 2024             | París (Francia)  | Medalla de oro   | Decatlón         |